# Son Serra
Son Serra és una possessió del terme de Llucmajor, Mallorca, situada a la marina, entre Son Vidal, Son Campanet i el Camí de Cala Pi. El 1618 pertanyia a l'honor Miquel Salvà, de Son Serra. En el cadastre de 1666 tenia 154 quarterades. Era dedicada a conreu de cereals i a ramaderia ovina.

## Construccions
Les cases de la possessió estan constituïdes per diversos bucs adossats disposats en forma d'U. Dos dels bucs són l'habitatge dels senyors i l'habitatge dels amos, que es disposen en volums annexos davant de la carrera amb voravia. Dins la casa dels senyors s'integra una torre de defensa de planta quadrada. La U integra també diverses dependències agropecuàries (un forn, portasses, una amb volta de canó, estables, pallissa, una vaqueria, magatzems, sestadors i un après), la majoria de construcció posterior a la dels habitatges. També s'han construït recentment instal·lacions al voltant del bloc principal (magatzems, solls i d'altres). L'única instal·lació hidràulica és una cisterna que se situa enfront de la façana principal de la casa dels amos. També té oratori i molí de sang.

### Torre de defensa
La torre de defensa és de planta rectangular de dues plantes adossada a les cases de la possessió. El parament és de paredat en verd llevat de les faixes, les estructures dels buits, els buits condemnats i part dels murs. Té escarpa a la base fins a un terç de la seva altària visible a tres dels seus murs, els exteriors. La teulada és de dos vessants amb teula àrab. A la façana principal, hi ha una porta d'arc pla tallada a l'escarpa; una finestra condemnada amb arc de mig punt, de la qual és visible tota l'estructura; un finestró i una espadanya sense campana. A la façana lateral hi ha una finestra plana oberta a part d'un finestral condemnat del qual en són visibles llinda i rebranques; un finestró esbocat a la part inferior. A la façana posterior hi ha una finestra amb llinda, rebranques i sense ampit; una xemeneia amb permòdol inferior.